# Collégiale Saint-Vincent de Berne
La collégiale Saint-Vincent de Berne (Berner Münster) à Berne est le plus grand édifice religieux de la fin du Moyen Âge en Suisse, avec une tour de 100,6 mètres qui est également la plus haute de Suisse, depuis la construction et l'achèvement de son couronnement en 1889-1893. De style gothique, elle fut construite à partir de 1421 et ne sera achevée qu'en 1893. Au Moyen Âge, elle était placée sous le vocable de Vincent de Saragosse, martyr du IVe siècle.
Elle est un lieu de culte protestant depuis l'introduction de la Réforme en 1528. La paroisse est membre des Églises réformées Berne-Jura-Soleure, membre de l'Église évangélique réformée de Suisse.

## Construction
Les travaux débutent le 11 mars 1421 sous la protection de saint Vincent de Saragosse. Sur le lieu de la construction existait précédemment déjà une église, la Leutkirche, dont les deux bâtiments successifs remontent à la fondation de Berne par les Zähringen (vers 1191).
La construction est lancée par l’État de Berne et l’ordre Teutonique. Une partie du financement est assurée par de riches familles et les contributions des corporations professionnelles bernoises.
Le premier maître d'ouvrage est le Souabe Mathieu Ensinger. S'inspirant en partie de l'église principale d'Ulm, de la cathédrale Notre-Dame de Fribourg en Allemagne et de la cathédrale Saint-Nicolas de Fribourg en Suisse, Ensinger apporte une innovation avec la base externe de la tour comportant trois voûtes aux portails richement décorés au lieu d'une seule. Entre 1460 et 1480, le sculpteur sur pierre Erhart Küng (de) réalise le portail et les décorations du grand vestibule. Le célèbre peintre Niklaus Manuel est aussi étroitement associé au chantier : en 1517, il collabore à la réalisation du jubé (disparu) et de la voûte du chœur, et il apparaît en 1522 comme expert pour la confection des stalles.
En 1521, la construction de la tour est interrompue à environ 60 mètres du sol en raison d'une faiblesse dans les fondations. Les nombreux évènements politiques et économiques ralentissent ou bloquent la suite des travaux. La tour ne sera terminée qu'en 1893, avec une seconde moitié dans un style néo-gothique et une hauteur finale de 100,6 mètres.

## La voûte du chœur (1517)
L'extraordinaire voûte d'ogives du chœur, à liernes et tiercerons, a été achevée en 1517 sous la direction du maître d’œuvre Peter Pfister. Au centre, dans une rosace, figurent les armoiries de Berne, tandis que 86 clefs de voûte sculptées illustrent les principaux représentants du Royaume des Cieux. Si l'on ignore quel artiste a conçu et dirigé cet ouvrage important (dont la réalisation a été confiée à une demi-douzaine de sculpteurs exécutants), on sait que le peintre Niklaus Manuel et son atelier se sont vus confier la polychromie des clefs et l'ornementation des voûtains au moyen de grotesques.

## Éléments remarquables
- Le grand orgue a été construit au début du XVIIIe siècle. Après bien des modifications et interventions, il a été finalement reconstruit par la Manufacture suisse d'Orgues Kuhn Orgelbau Kuhn (de), en 1999, avec réutilisation toutefois de parties anciennes du buffet baroque, notamment des sculptures virtuoses de Michael Langhans et de Johann August Nahl[4].
- L'orgue de chœur est une réalisation de la manufacture suisse d'orgues Metzler de Dietikon[5]. Il a été réalisé en nid d'hirondelle, dans l'esprit des instruments de la toute fin du XVe siècle.
- Autel-majeur en calcaire noir de Saint-Triphon provenant de la cathédrale Notre-Dame de Lausanne.
- Le portail principal de la façade ouest est une exceptionnelle réalisation de la sculpture de la fin du XVe siècle et du début du XVIe siècle, en Europe. Il représente le Jugement Dernier et comporte 294 personnages. Il est en outre polychrome.
- Les vitraux du chœur de la collégiale de Berne comporte certaines verrières absolument remarquables, datant du XVe siècle. Ces vitraux (voir les photos ci-dessous dans la galerie) représentent un trésor exceptionnel de l'Art du vitrail de la fin du Moyen Âge en Suisse, mais aussi du XIXe siècle.
- Le clocher de la collégiale de Berne possède la plus lourde sonnerie de cloches de Suisse[6] (masse totale : 31 300 kg). Le grand bourdon, coulé en 1611 par Abraham Zender de Berne et Peter Füssli de Zurich, donne la note mi2 et pèse 9 940 kg.

## Antiphonaires
Un antiphonaire en trois volumes (chacun en deux exemplaires) a été réalisé pour célébrer la liturgie du Chapitre collégial Saint-Vincent, fondé en 1484-1485. Ces manuscrits enluminés, qui renvoient au rite du diocèse de Lausanne, datent des années 1489-1490 et sont attribués au copiste Conrad Blochinger. Après l’introduction de la Réforme en 1528, ils ont été dispersés en 1530 : quatre ont été vendus à la Ville d’Estavayer-le-Lac, qui les a utilisés pour la liturgie de sa propre Collégiale Saint-Laurent, tandis que les deux autres sont parvenus en 1897, par des détours encore inexpliqués, à Vevey, où ils sont conservés au musée historique de cette ville,.

## Galerie de photos

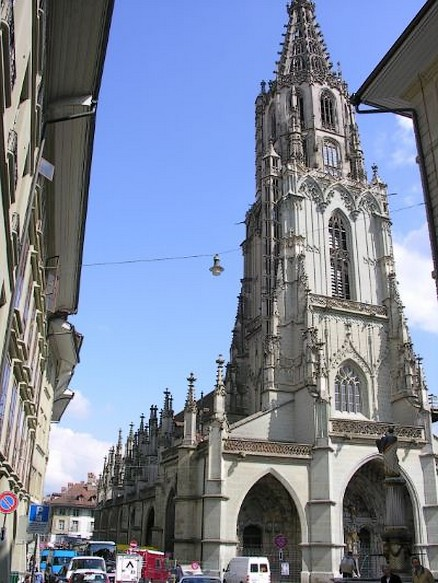
Collégiale de Berne, vue extérieure
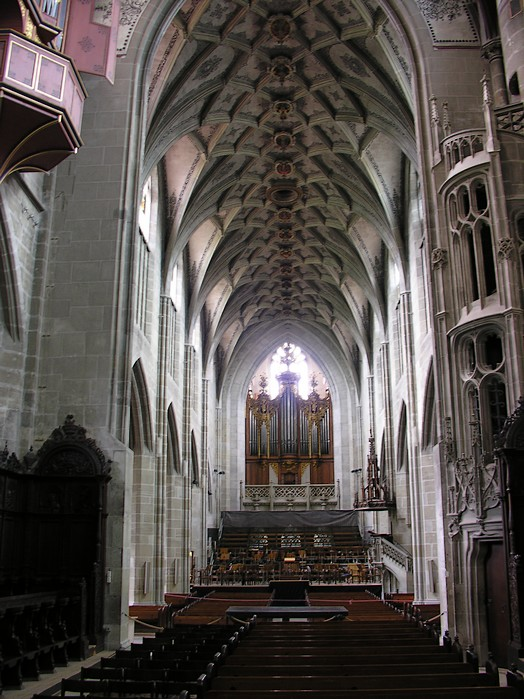
Collégiale : vue intérieure en direction de l'ouest
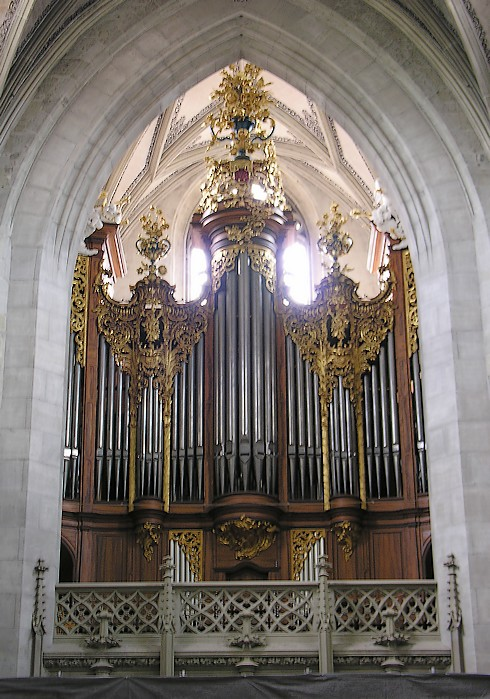
Le Grand Orgue dans son buffet XVIIIe siècle, reconstruit en 1999
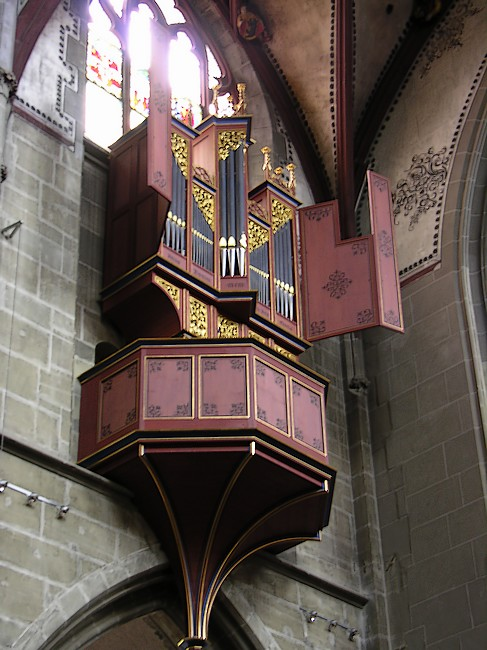
Orgue de chœur Metzler (1982), conçu dans l'esprit du XVe siècle
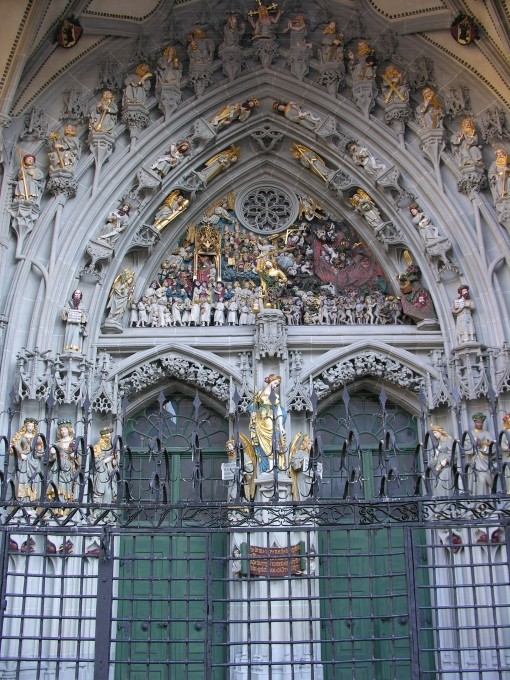
Grand portail peint (fin XVe/début XVIe siècle)
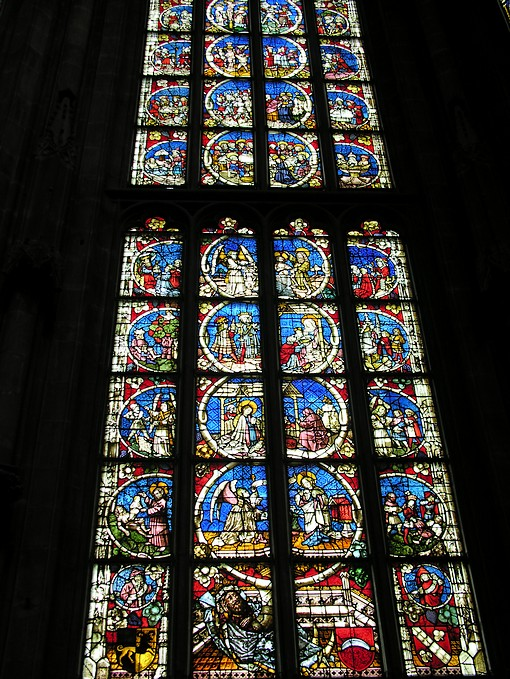
Verrière du chœur : exemple remarquable du vitrail européen du XVe siècle
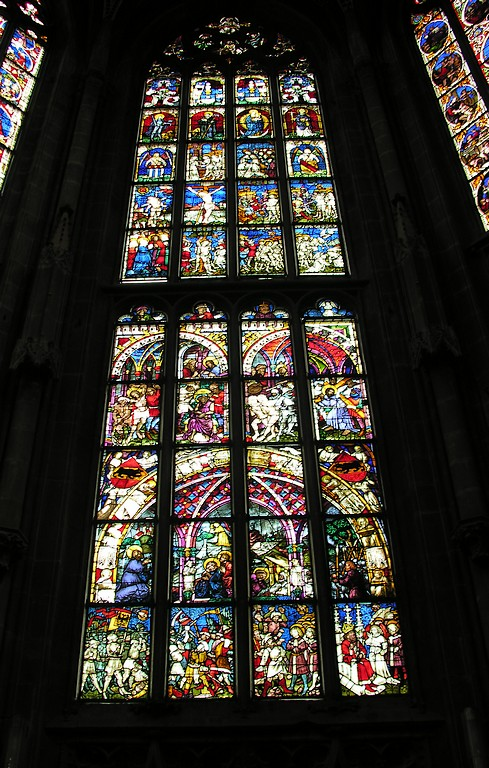
Verrière du chœur : la Passion du Christ, datant de 1441
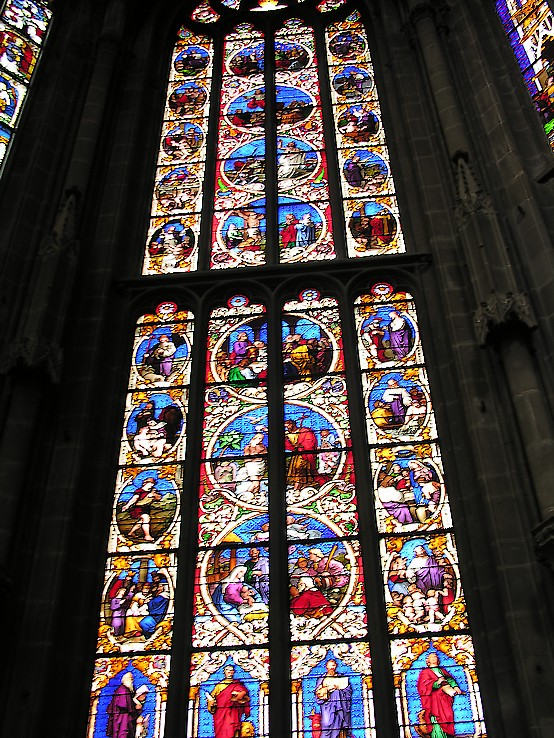
Verrière du chœur : la vie du Christ (1868, par L. Stantz)